# Dasineura helenae
Dasineura helenae är en tvåvingeart som beskrevs av Sylven 1993. Dasineura helenae ingår i släktet Dasineura och familjen gallmyggor.
Artens utbredningsområde är Sverige. Inga underarter finns listade i Catalogue of Life.